# Oberbüscherhof
Oberbüscherhof ist der Name einer Ortschaft in Leichlingen (Rheinland) im Rheinisch-Bergischen Kreis. 

## Lage und Beschreibung
Der Ort liegt nordwestlich von Witzhelden am Rand der Hochfläche, die nach Norden im Naturschutzgebiet Wupperhänge mit Seitensiefen und der Wupper nördlich Witzhelden und Leichlingen steil zum Unteren Wuppertal abfällt. Die Ausläufer der Hochfläche zum Talraum hin werden Wupperberge genannt. Der Ort ist mit seinem nordöstlichen Nachbarort Claasholz zu einem Siedlungsbereich zusammengewachsen. Weitere Nachbarorte sind Unterbüscherhof, Orth, Wolfsstall, Herscheid, Sieferhof, Krähwinkel, Holzerhof, Bechhausen und Schüddig.
Regional bekannt ist Oberbüscherhof durch das seit über 100 Jahren bekannte Ausflugslokal „Haus Klippenberg“ am Ortsrand.

## Geschichte
Die Karte Topographia Ducatus Montani aus dem Jahre 1715 zeigt den Hof unter dem Namen ober Buscherhof. Im 18. Jahrhundert gehörte der Ort zum Kirchspiel Leichlingen im bergischen Amt Miselohe. Die Topographische Aufnahme der Rheinlande von 1824 und die Preußische Uraufnahme von 1844 verzeichnet den Hof als Ob.Buscherhof bzw. Ob.Büscherhof. 
1815/16 lebten 83 Einwohner im Ort. 1832 gehörte Oberbüscherhof als Grenzort der Bürgermeisterei Leichlingen an, der Nachbarort Classholz gehörte zur Bürgermeisterei Burscheid. Der laut der Statistik und Topographie des Regierungsbezirks Düsseldorf als Dorfschaft kategorisierte Ort besaß zu dieser Zeit 17 Wohnhäuser und 18 landwirtschaftliche Gebäude. Zu dieser Zeit lebten 79 Einwohner im Ort, allesamt evangelischen Glaubens.
Im Gemeindelexikon für die Provinz Rheinland werden 1885 24 Wohnhäuser mit 108 Einwohnern angegeben. 1895 besitzt der Ort 20 Wohnhäuser mit 99 Einwohnern, 1905 21 Wohnhäuser und 94 Einwohner.